# 大川真澄
大川 真澄（おおかわ ますみ, 1978年11月13日 - ）は、日本の元体操選手。

## 来歴・人物
静岡県生まれ。体操を始めたのは姉の影響を受けて。その後朝日生命体操クラブに所属するため上京。
得意種目は床。1993年には国際ジュニア体操選手権の種目別の床において優勝している。
強い足腰から繰り出される高い跳躍力を生かした難易度の高いバック転・バック宙などのタンブリング、中でも後方伸身宙返り3回ひねりを得意とし、床ではそれを2回取り入れていた。
中でも床の1回目のアクロバット技の後方伸身宙返り3回ひねりは、最も難易度の高い構成のものでは、短い助走→側転→3回連続の後方伸身宙返り→後方伸身宙返り3回ひねり→前方抱え込み宙返りの連続技だった。
他にも、床で屈身月面宙返りを取り入れたり、段違い平行棒の着地で後方伸身2回宙返り、平均台の台上で後方伸身宙返り1回ひねりや着地で屈身月面宙返りを取り入れるなど、難易度の高いタンブリングを次々と披露した。
その高いタンブリングの技術力から1歳年上の菅原リサと共にポスト小菅麻里として期待されたが、足首の骨折もあって以前のダイナミックなタンブリングは鳴りを潜めてしまった。前述の床における1回目の後方伸身宙返り3回ひねりの構成も、短い助走→側転→2回連続の後方伸身宙返り→バック転→後方伸身宙返り3回ひねりとなり、その後の前方抱え込み宙返りがなくなるなど難易度が下がっている。
それでも1996年アトランタオリンピック日本代表に選出。女子団体に出場し結果は12位。